# Mediamatic
Stichting Mediamatic (kortweg aangeduid als Mediamatic) is een Nederlandse culturele instelling gevestigd in Amsterdam. De stichting begon in 1983 met de presentatie en productie van mediakunst en begon in 1985 het Mediamatic Magazine, een tijdschrift voor mediakunst en tv-toestellen. In de jaren negentig werd een ontwerpbureau opgericht als zusterorganisatie. Mediamatic is een verzamelplaats voor seminars, workshops en exposities omtrent nieuwe media, technologie, kunst en de maatschappij.

## Geschiedenis
De stichting is naar eigen zeggen sinds 1983 actief. Door de jaren heen heeft Mediamatic verschillende gedaantes aangenomen, zoals ontwerpbureau, uitgeverij en organisatie-adviesbureau, maar staat het tegenwoordig vooral bekend om de kunstprojecten en tentoonstellingen.
In 1985 werd het tijdschrift Mediamatic Magazine opgericht door Willem Velthoven en Jans Possel. Velthoven vernoemde zijn ontwerpbureau naar het tijdschrift toen dat internationale bekendheid genoot alsmede bekroond werd. Het bedrijf werd in de daaropvolgende jaren opgesplitst in verschillende onderdelen, elk met een afzonderlijke taak: Stichting Mediamatic, Mediamatic IP (Interactive Publishing) en Mediamatic NetLes. IP nam de taken over van het advies- en ontwikkelbureau. NetLes verzorgt trainingen over nieuwe media. De Stichting houdt zich bezig met kunst- en ontwerpprojecten over maatschappij en nieuwe technologie. Kenmerkend voor Mediamatic werd de wisselwerking tussen de verschillende afdelingen en culturele en commerciële projecten.
Mediamatic verwierf samen met het Nederlands Vormgevingsinstituut en de Maatschappij voor Oude en Nieuwe Media internationale en nationale bekendheid door het organiseren van de Doors of Perception-conferentie in 1993, waarbij tweehonderd specialisten op het gebied van nieuwe media en computernetwerken samen met ecologisch geïnteresseerden in de Amsterdam RAI oplossingen voor een duurzamere wereld zochten. Oorspronkelijk zou de conferentie plaatsvinden in het Stedelijk Museum, maar door toenemende animo werd deze verplaatst.
De stichting opende in 2002 zijn eerste tentoonstelling getiteld “Is reading becoming as classical as listening to jazz?” in de nieuw betrokken tentoonstellingsruimte Mediamatic Supermarkt aan de Rapenburgerstraat in Amsterdam-Centrum.  Bijdragen werden onder andere geleverd door Henk Boverhoff, Young-Hae Chang, Martin Butler, Joff, Maurice Nio en Vittorio Santoro. Sinds deze tentoonstelling heeft Mediamatic verspreid over vier locaties meer dan veertig tentoonstellingen georganiseerd.
In 2004 vroeg sponsor en zusterorganisatie Mediamatic IP faillissement aan. In datzelfde jaar werd een nieuwe zusterorganisatie in het leven geroepen genaamd Mediamatic Lab. Deze organisatie vervult een soortgelijke taak als Mediamatic IP en bestaat nog steeds. Het Lab houdt zich bezig met het implementeren van projecten voor cliënten afkomstig uit de kunst- en cultuursector, onderwijsinstellingen, de overheid en commerciële bedrijven. Het Lab ondersteunt de Stichting in verschillende taken, zoals conceptontwikkeling en de website.  Ook in 2004 verhuisden het kantoor van de stichting en de tentoonstellingsruimte naar het Post CS-gebouw. Daarbij verliet de stichting de tentoonstellingsruimte aan de Rapenburgerstraat.
In 2008 verliet Mediamatic het Post CS-gebouw en nam zijn intrek in een oud bankgebouw, de Vijzelbank of "Duintjer CS" genoemd, aan de Vijzelstraat. De projectruimte op de benedenverdieping van het gebouw kreeg van de stichting de benaming Mediamatic Bank. In 2013 heeft Mediamatic zich gevestigd in de Van Gendthallen op het Oostenburgereiland.  Dit pand wordt de Mediamatic Fabriek genoemd. De Fabriek was al sinds 2012 in gebruik als tentoonstellingsruimte voordat het kantoor zich in voorjaar 2013 er eveneens vestigde. Eind 2013 werden de Van Gendthallen door Stadgenoot verkocht aan Bugaboo. Mediamatic moest in 2014 verhuizen naar de Dijksgracht in Amsterdam (november 2014).
Vanaf december 2014 heeft mediamatic de voormalige gemeentewerf van de dienst IVV herontwikkeld tot de broedplaats Mediamatic Biotoop Dijkspark. In de Biotoop bevinden zich naast kantoor en presentatieruimten van de stichting ook een bio-clean lab, een restaurant, volkstuintjes, een haven, verschillende kunstprojecten in de publieke ruimte en een aquaponics voedselkwekerij.

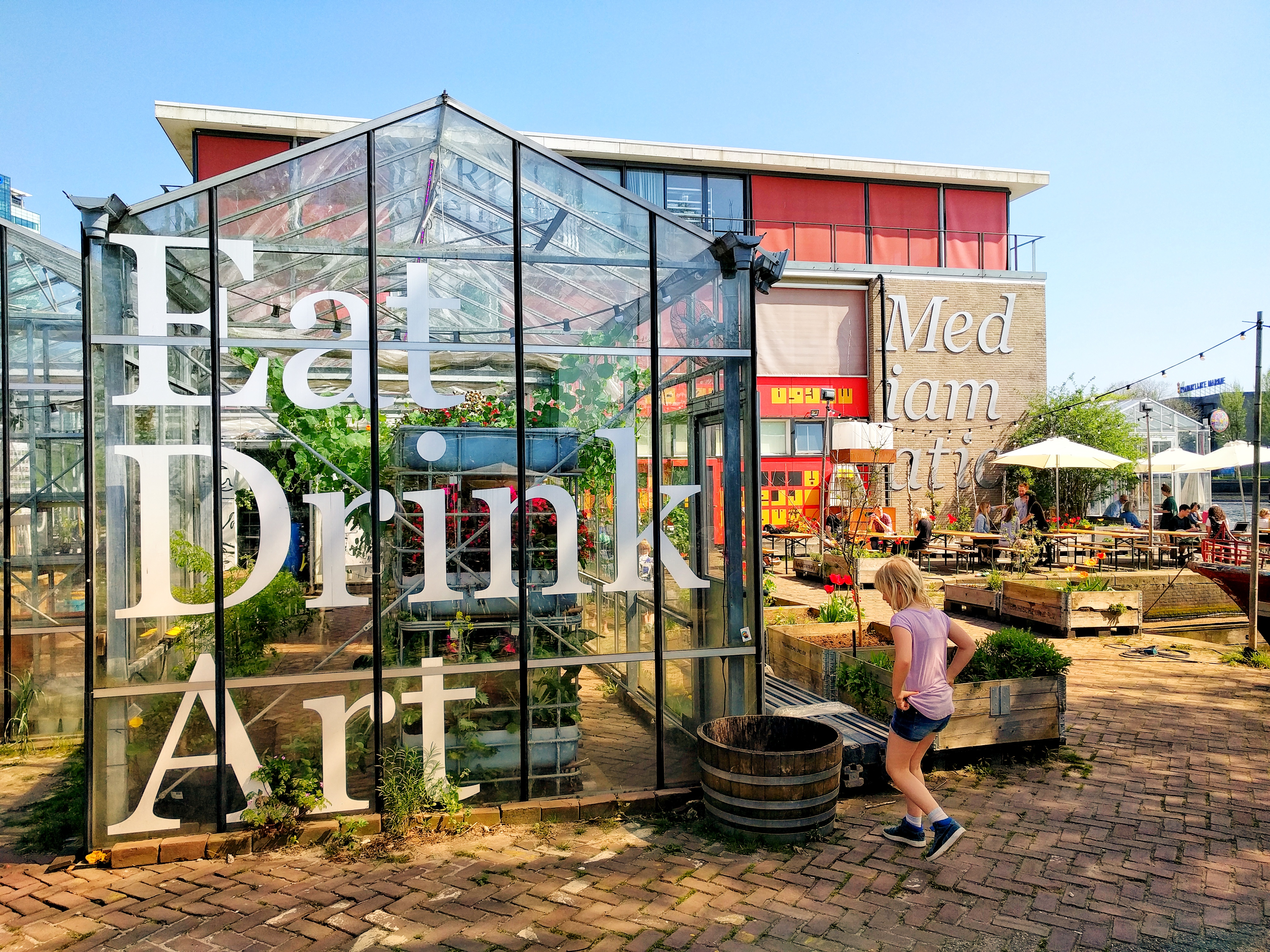
Mediamatic Biotoop Dijkspark

## Kunstprojecten
Naast de ‘Doors of Perception’-conferentie heeft Mediamatic met sommige van haar kunstprojecten eveneens nationale en internationale bekendheid verworven. Enkele van deze projecten zijn losgekoppeld van de stichting en als opzichzelfstaande ondernemingen verdergegaan.

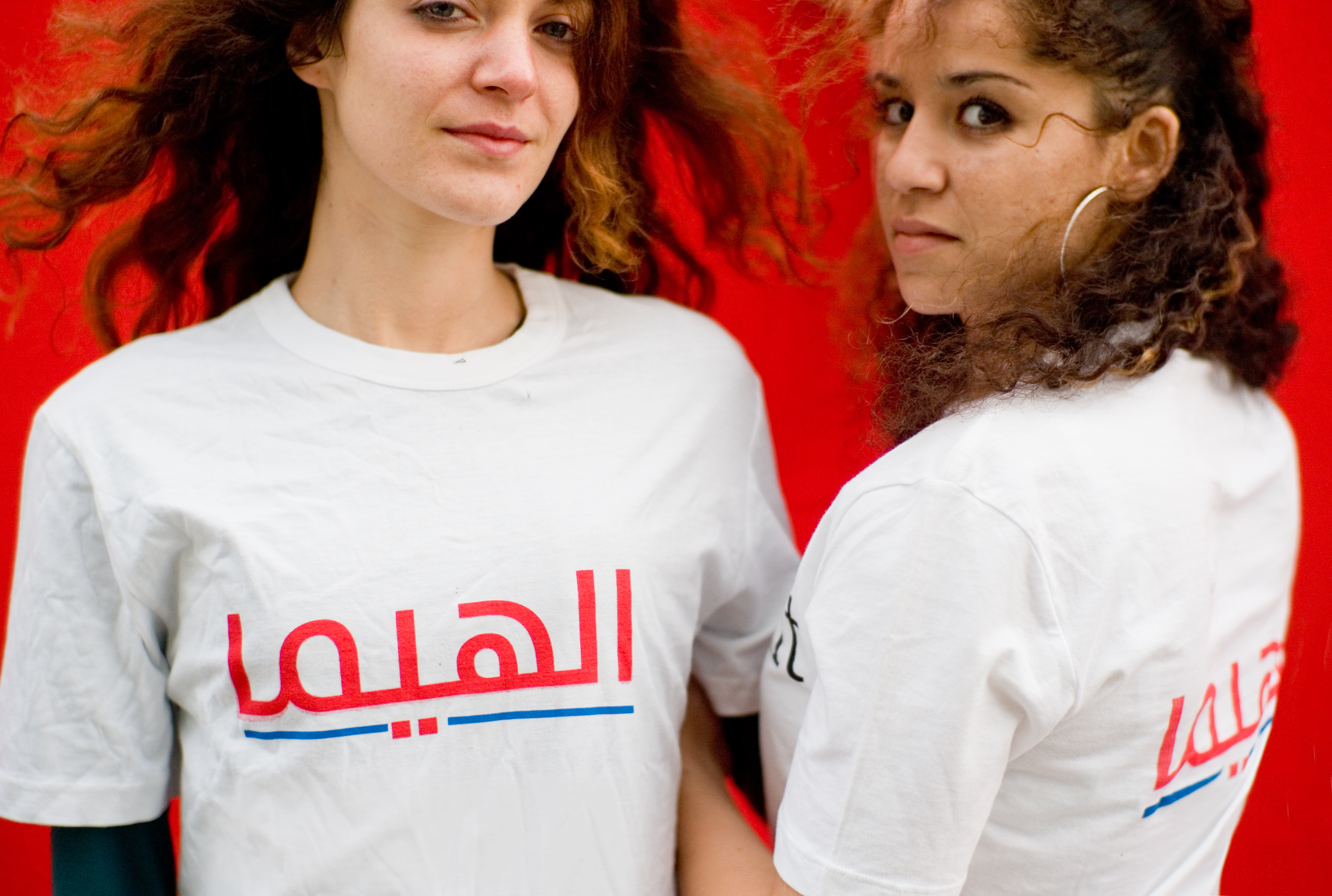
Onderdeel van het assortiment waren de El HEMA T-shirts met als opdruk het oude HEMA logo in het Arabisch

### El HEMA
In 2007 lanceerde Mediamatic een Arabische variant op de HEMA, genaamd “El HEMA”. Typische Nederlandse producten met een Arabische twist werden aangeboden, zoals Arabische chocoladeletters, Palestijnensjaals en halal rookworsten. De aanleiding voor het kunstproject was vijf nieuw ontworpen Arabische lettertypes. Het doel was te laten zien hoe interessant en bijzonder de Arabische typografie is door die in een heel herkenbare Nederlandse setting te plaatsen.
Aanvankelijk was de HEMA weinig gecharmeerd van de Arabische kloon en vreesde concurrentie alsmede provocatie, maar is daar later op teruggekomen, en zag af van het aangekondigde proces. In 2009 bracht de HEMA bij wijze van proef ook Arabische chocoladeletters in de schappen tijdens het Suikerfeest. Het daaropvolgende jaar pakte het warenhuis het groter aan met dadels, Turks fruit, tafelkleden, servetten en serviesgoed. Door tegenvallende verkoopcijfers heeft de HEMA in 2012 besloten geen Suikerfeestcollectie meer aan te bieden.

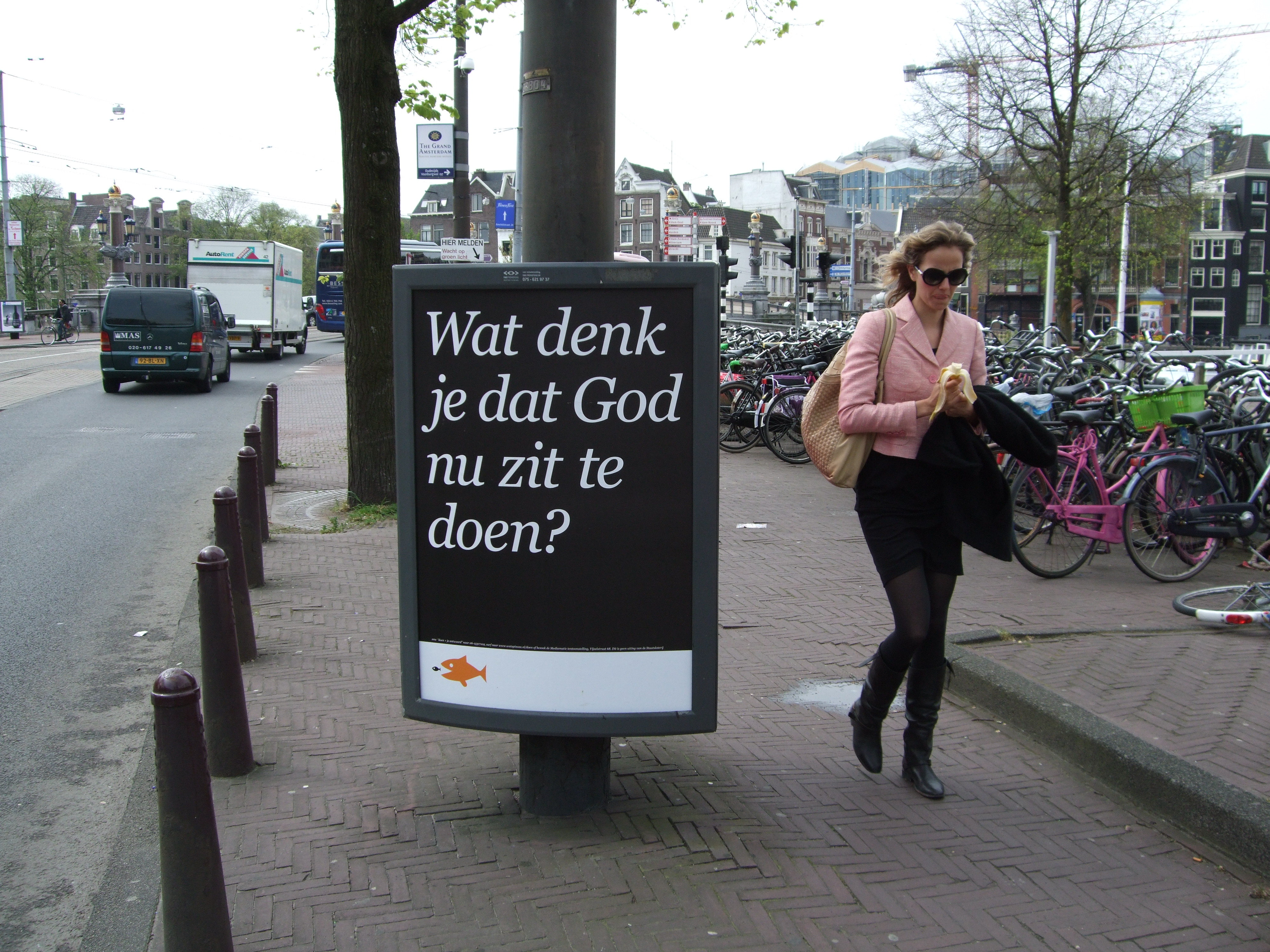
Een poster uit de WatSpinoza?-campagne te Amsterdam

Er was ook kritiek uit de hoek van de typografen, die verbolgen waren dat de aansluitende ontwerpwedstrijd slechts gebruik mocht maken van de nieuwe Smitshuijzen-letters en dat tevens de chocoladeletters slechts uit de nieuwe lettertypen bestonden. Deze zouden te gelatiniseerd en daardoor onleesbaar zijn. PVV-leider Geert Wilders noemde het project onderdeel van de islamisering van Nederland. Daartegenover stonden lovende reacties uit de hoek van de Arabische gemeenschap alsmede de politiek.
De tentoonstelling werd verlengd en na zijn verblijf in het tijdelijke Stedelijk Museum ter Amsterdam opgepikt door Kosmopolis en reisde vervolgens naar de steden Den Haag, Rotterdam en Utrecht.

### WatSpinoza?
Naar aanleiding van een initiatief van de Amsterdamse Spinoza Kring startte in 2009 Stichting Kunst en Openbare Ruimte de kunstmanifestatie “My Name is Spinoza”. In samenwerking met filosoof Dirk van Weelden bedacht Mediamatic verschillende posters met prikkelende vragen die vervolgens in Amsterdam werden opgehangen. Men kon reageren op de vragen via sms, met krijt op grote schoolborden in de Mediamatic Bank of via de website watspinoza.nl.
In mei 2012 reisde WatSpinoza? naar de Kocaeli Universiteit in Izmir, Turkije.

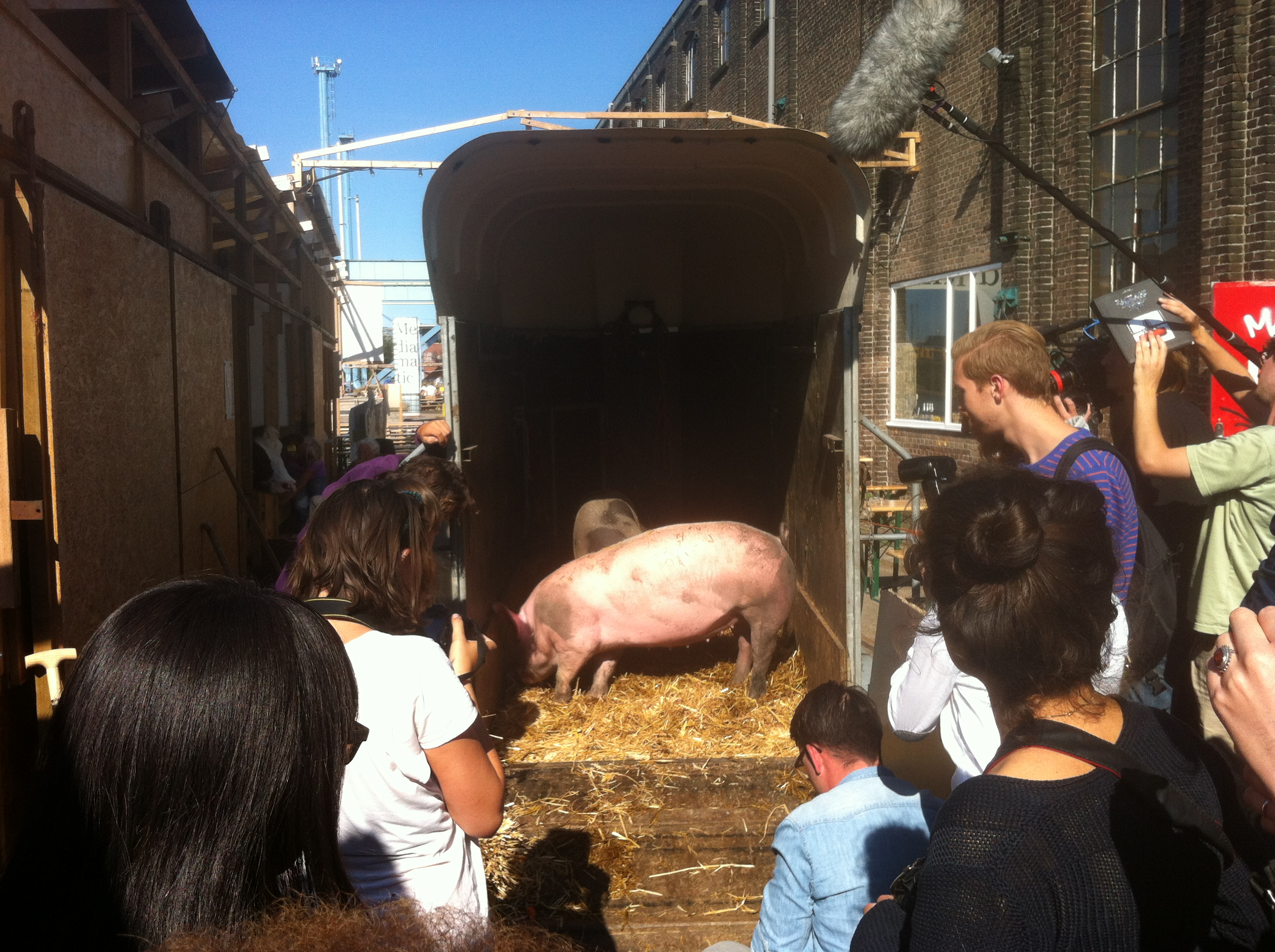
De twee varkens Wim en Max worden onder toeziend oog van buurtbewoners en de lokale media naar het slachthuis gebracht

### De Over Datum Eetclub
Om de in hun ogen te strikte naleving van de houdbaarheidsdatum door zowel consumenten als supermarkten aan de kaak te stellen begon Mediamatic in 2011 een eetclub waarbij mensen voedsel konden meenemen waarvan de uiterste houdbaarheidsdatum was verstreken. Een chef-kok bereidde daar vervolgens een maaltijd mee.

### Tostifabriek
In februari 2013 faciliteerde Mediamatic De Tostifabriek, een stadsboerderij met alle bestandsdelen voor een uiteindelijk te maken tosti: twee varkens voor de ham, twee koeien voor de kaas en een veld met tarwe voor het brood. Het doel van de Tostifabriek is om in acht maanden te onderzoeken dan wel niet een statement te maken over hoe stadsmensen zich verhouden tot hun eten. Het project is medegefinancierd door crowdfunding.
Het project is bekritiseerd in verband met dierenwelzijn. In reactie op het slachten van de twee varkens kreeg Mediamatic e-mails van verontwaardigde mensen. Daarnaast klaagden buurtbewoners over het loeien van de koeien.

## Prijzen
- Op 20 oktober 2007 won El HEMA de Dutch Design Award in de categorie ‘Visuele Identiteit’. Het kunstproject eindigde op de tweede plaats bij de Audi Publieksprijs.
- Zusterorganisatie Mediamatic Lab won in 2008 de SpinAwards in de categorie ‘Beste innovatie’ voor hun ikTag & interactieve Social RFID Games. De ikTag met bijbehorende ikCam zijn ontworpen voor gebruik bij de stichting.
- In 2011 werd Mediamatics campagne tegen cultuurbezuinigingen bestaande uit posters met infographics genomineerd voor een Dutch Design Award.